# 伊豆急行8000系電車
伊豆急行8000系電車（いずきゅうこう8000けいでんしゃ）は、伊豆急行が保有する電車。2005年（平成17年）4月1日に営業運転を開始した。

## 概要
1990年代後半に100系の老朽化のため、代替車両の候補としてまず親会社である東急電鉄の8000系が挙がっていた。しかし当時は8000系を廃車する予定がなかったこともあり、本系列導入までのつなぎとして東日本旅客鉄道（JR東日本）より提示された113系および115系を200系として導入した。
その後、2004年（平成16年）に東急より8000系（8500系1両を含む）を譲受し、順次改造・整備の上で導入。200系全車両と2100系「リゾート21」の一部編成を置き換えることとなった。
本系列導入の際、形式はそのままに形式名・車両番号を8001 - に、「デハ」の呼称を「クモハ」・「モハ」に振り直している。

## 構造

### 車体・機器類
制御装置などは基本的に東急時代のままであるが、MT比・ATSと減速度の関係により、東急時代の運転最高速度110km/h、起動加速度3.3km/h/s（6M2T編成=MT比3:1の場合）から、最高速度100km/h、起動加速度2.0km/h/sに抑えられている。なお、回生ブレーキは東急時代と同様単独車（現存しない）は45km/h、ユニット車は22km/hで失効する。
クモハ8150形は東急8000系に制御電動車が存在しなかったために、走行機器付きの中間電動車・8100形に運転台を設置することで用意された。増設された先頭部は上部の通過標識灯（急行灯）や側面のコルゲート板はないものの、それ以外の形状はオリジナルの先頭車に準じた形状となっている。オリジナル車に残る通過表示灯は東急時代に使用が停止され、伊豆急行でも使用していないので、運行に支障はない。
外観は車体外部の帯が100系をイメージした濃淡2色の水色（ハワイアンブルー）に変更されている。
クモハ8250形は当初制御車のクハ8050形に改造される予定であったことから、クハ8050形の消滅後に改造された車両もクモハ8150形と異なり、東急クハ8000形から改造されている。離線対策のためにパンタグラフが新設されたが、搭載スペースが考慮されていなかったために、最も運転台側の冷房機1基が撤去され、その跡地に設置されている。さらに、冷却能力の低下を補うために運転台上部に新品の小型冷房機が設置された関係で、干渉を防ぐためにパンタグラフ形状は折りたたんだ際の占有面積の小さい、シングルアーム式となった。伊豆急行でのシングルアーム式パンタグラフの採用は、200系F3 - F8編成に次いで2例目である。
モハ8200形は短編成で運行するために離線対策として、パンタグラフを持つデハ8100形に東急デハ8200形の床下機器を移設して、東急デハ8200形相当のパンタグラフ付き車両に改造された。クモハ8250形も機構的にはモハ8200形に準じたものに改造されている。
種車に東急8500系のデハ8700形が1両存在するが、もともと設計上8000系とは同じグループのため、形状、性能ともにそれほど差異はなく、改造時に他車と同じクモハ8150形に編入された。また、運転台も8000系に合わせた仕様で改造されているため、判別は難しい。
これら一連の改造には、東急8000系が解体された際に発生した部品が一部使用されている。
先頭車には排障器（スカート）と連結作業対策の電気連結器が設置された。排障器は東急9000系などと同じ形状である。

### 車内
海側（伊豆急下田に向かって左）の座席は車端部以外がクロスシートに変更された。座席は西武鉄道10000系（NRA）のリニューアル工事の際に不要となったものの再利用で、ドア間にボックス席を2つ設置するため水平より約5°前傾した状態で設置しており、背面テーブルは撤去され、回転機構やリクライニング機構は使用停止されている。クロスシート部分のつり革はすべて撤去された一方で、持ち手とシート固定のためにパイプの増設、テーブルの設置が行われた。
長距離の乗車を考慮し、モハ8200形の熱海寄りの車端部にトイレ（洋式）が設置された。バリアフリー対応として、モハ8200形のトイレの向かいのスペースを活用して車椅子スペースが設置された。
乗車案内の向上とバリアフリー対応として、ドア上部に蛍光表示管式の旅客案内表示装置と開閉を知らせるチャイムが設置された。旅客案内表示装置は千鳥状配置で、1両あたり4基が設置されている。チャイムは高低2打点×3で、全体的に高めの設定になっている。
長時間停車時の車内保温対策として3/4ドアカット機構が追加された。
ロングシート部分は車両によって、東急時代の更新工事の有無で形状が異なっている。更新車はドア間の座席が仕切りで4人掛と3人掛に区分され、端部にも仕切りが設置されている。詳しくは東急8000系電車#更新の項目を参照。
車体側面の社章は2005年度入線車は東急時代の社章プレートの「TOKYU」部分に「IZUKYU」の文字を被せた状態で使用されていたが、2006年度入線車から新規作成されたものが設置されるようになり、2005年度入線車も交換がなされた。新しい社章プレートは東急と同デザインであるが、色が赤からオレンジとなった。
その他、運行面の改造として、ワンマン運転への対応や伊東線への入線装備の追加が行われている。なお、ワンマン運転時には前面貫通扉窓の上部に「ワンマン」の看板が取付けられる。一部の車両にはさらにレールへの塗油器も設置された。
東急デハ8100・8700形を種車とする3形式は、熱海寄り車端部に両開き扉が設置されている。なお、先頭部にも貫通扉を有するが、幌は装備されておらず、非常時以外の通り抜けには対応していない。

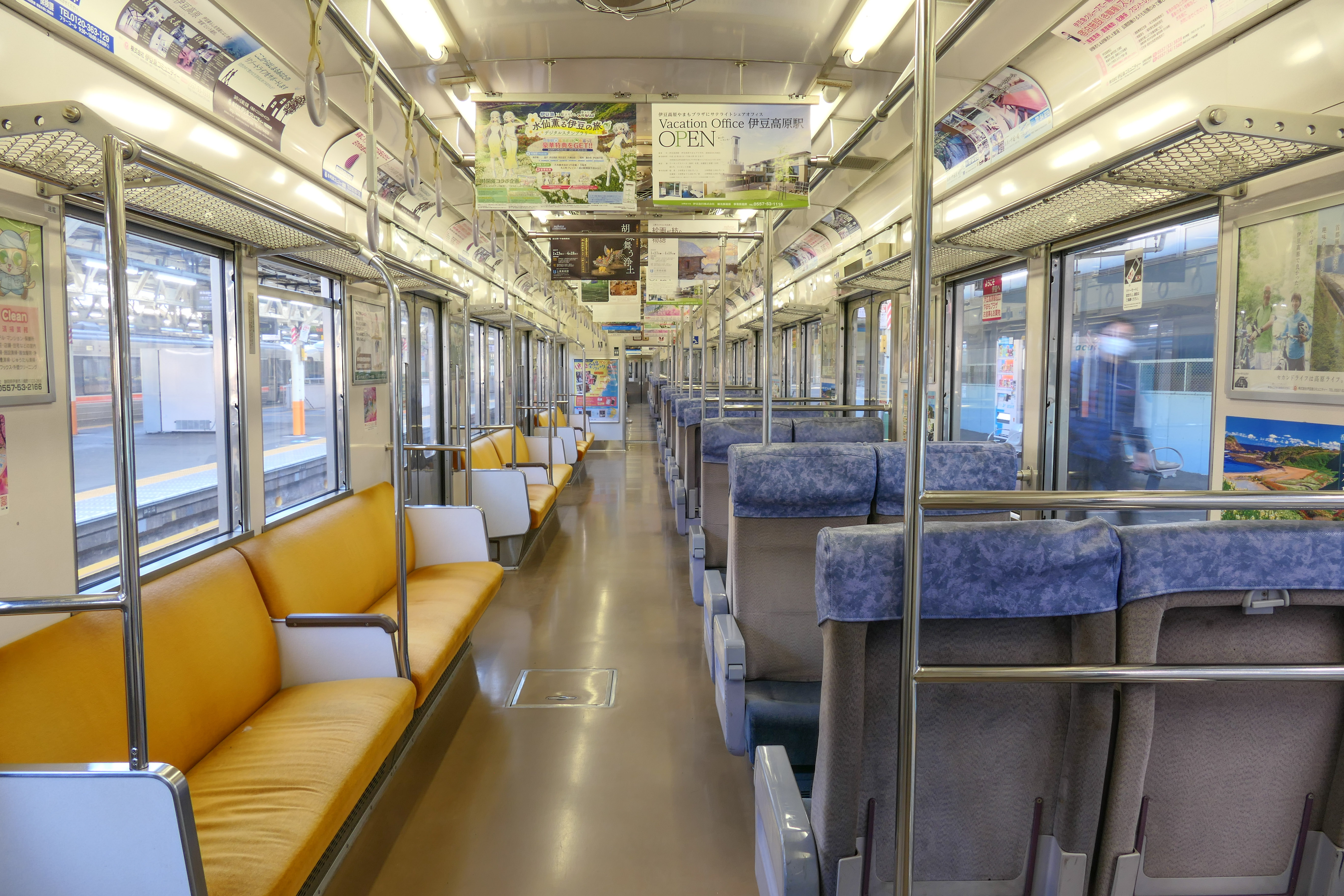
更新車の車内全景
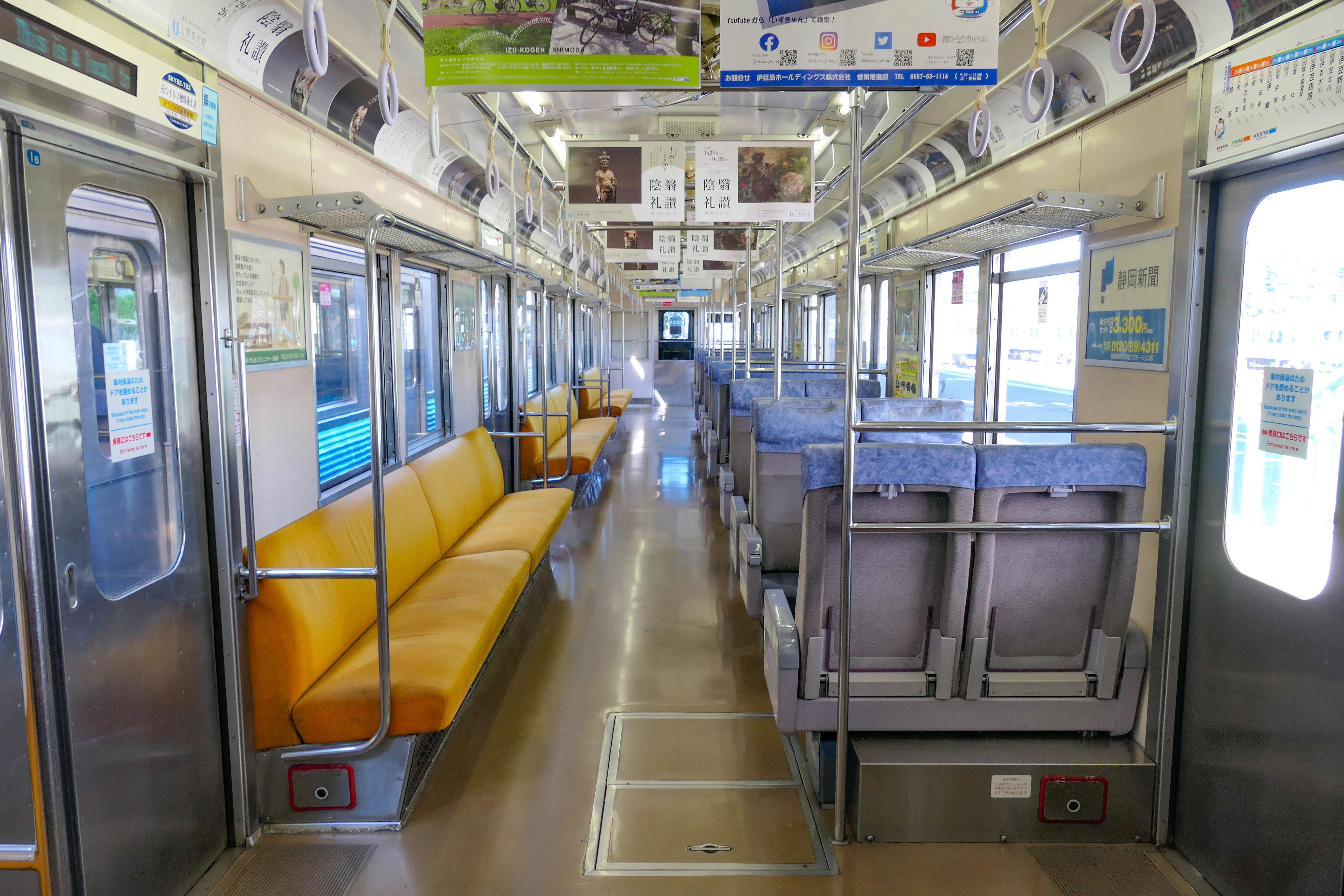
未更新車の車内全景
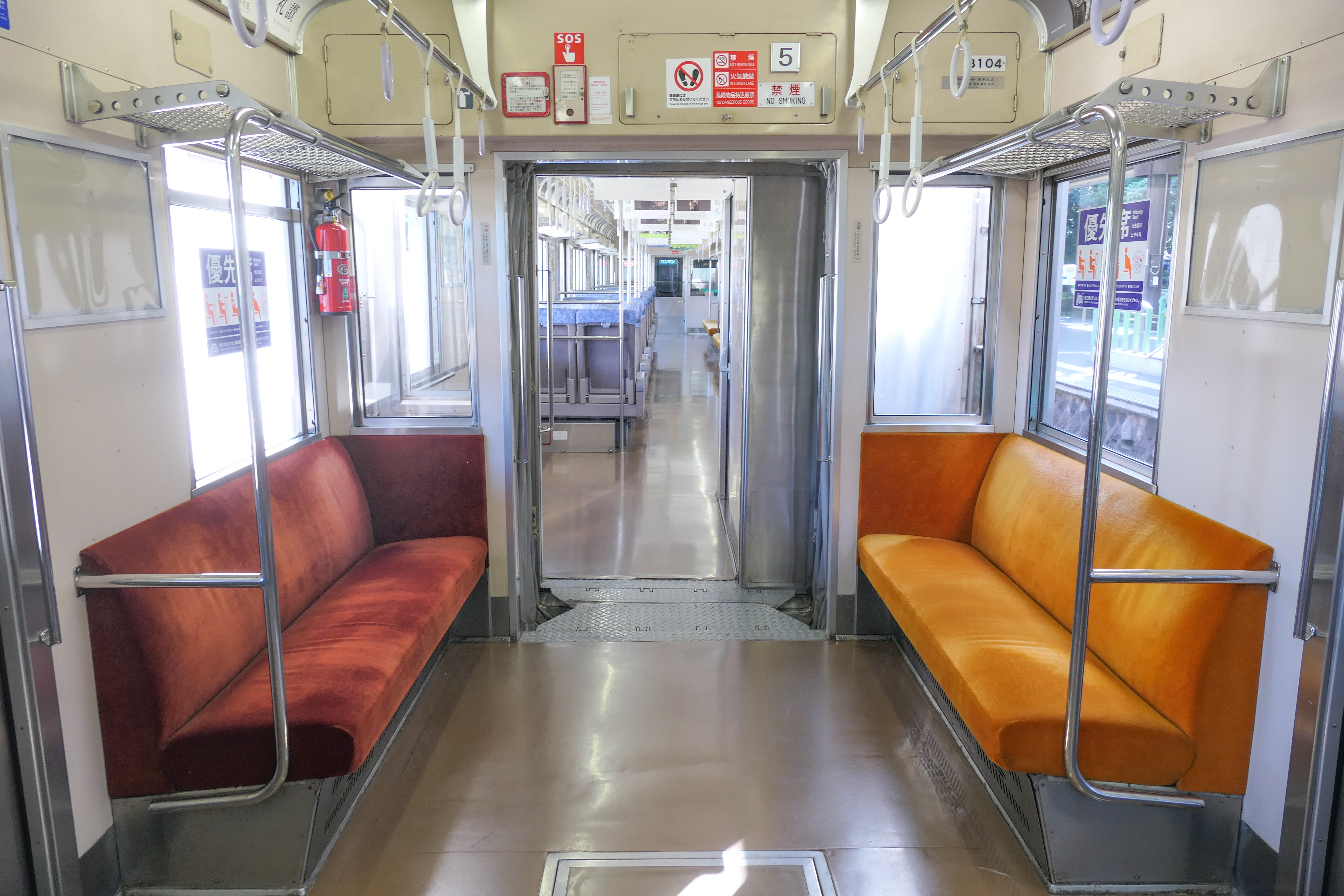
優先席
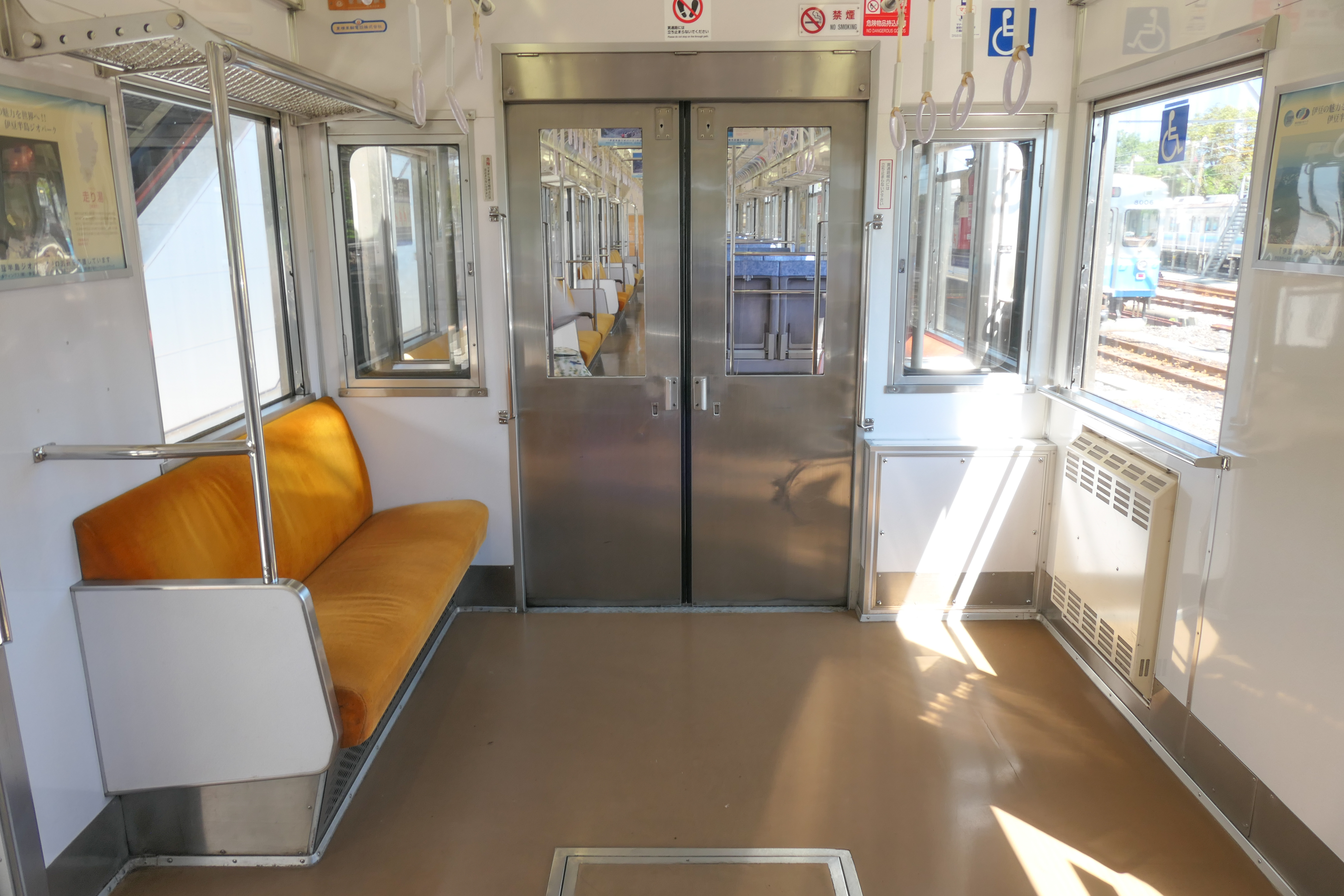
フリースペース
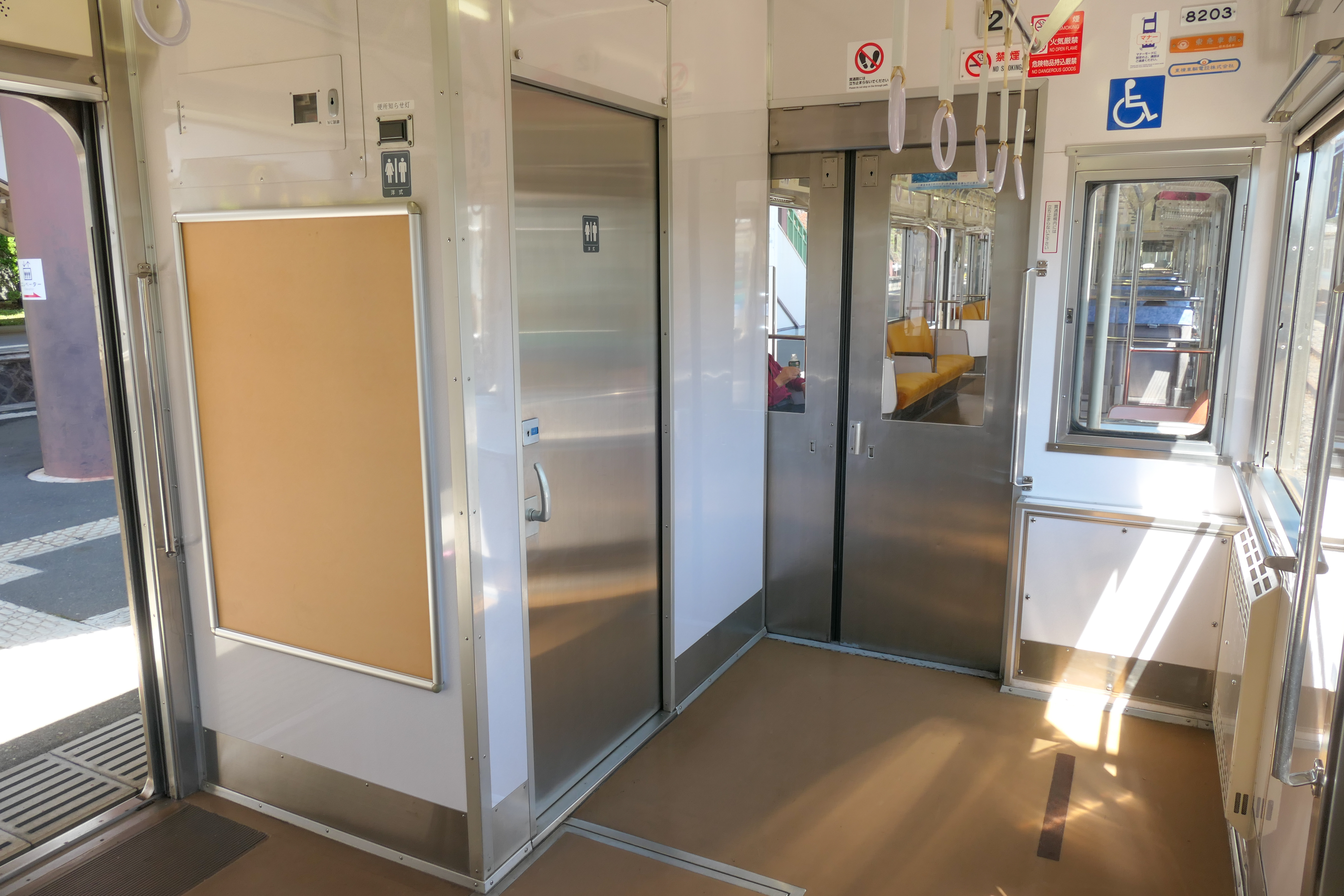
増設されたトイレ部分

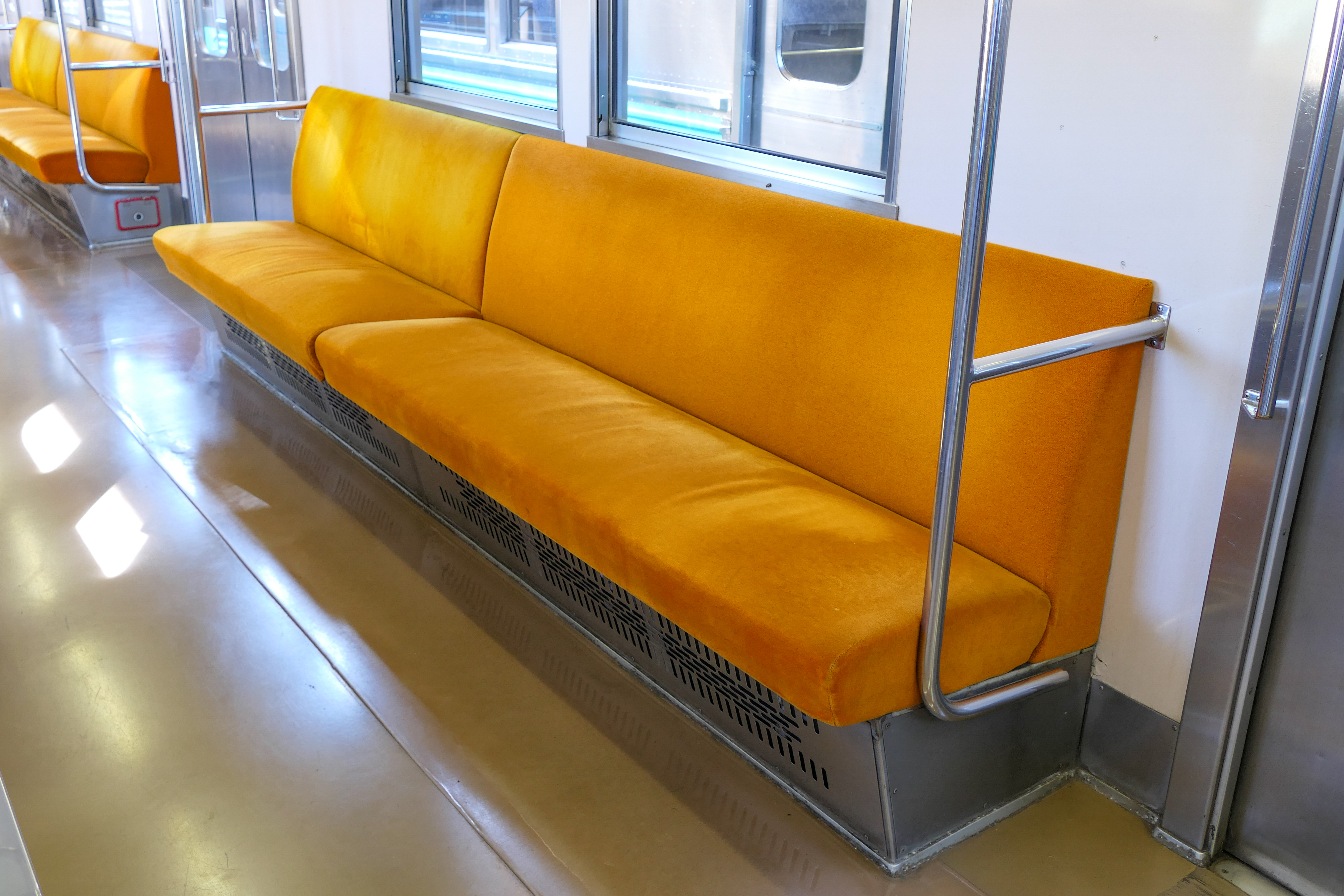
未更新車のロングシート
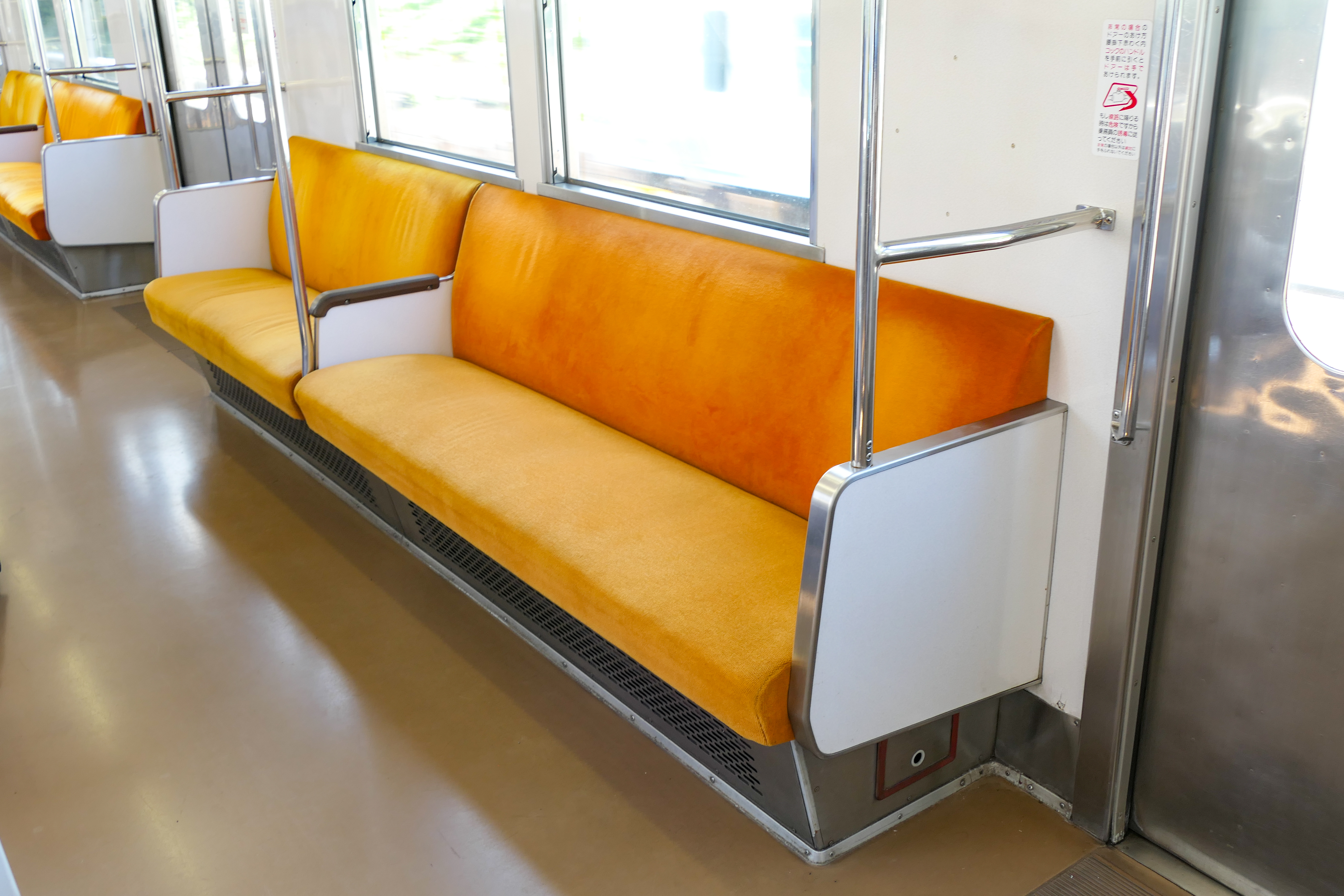
更新車のロングシート
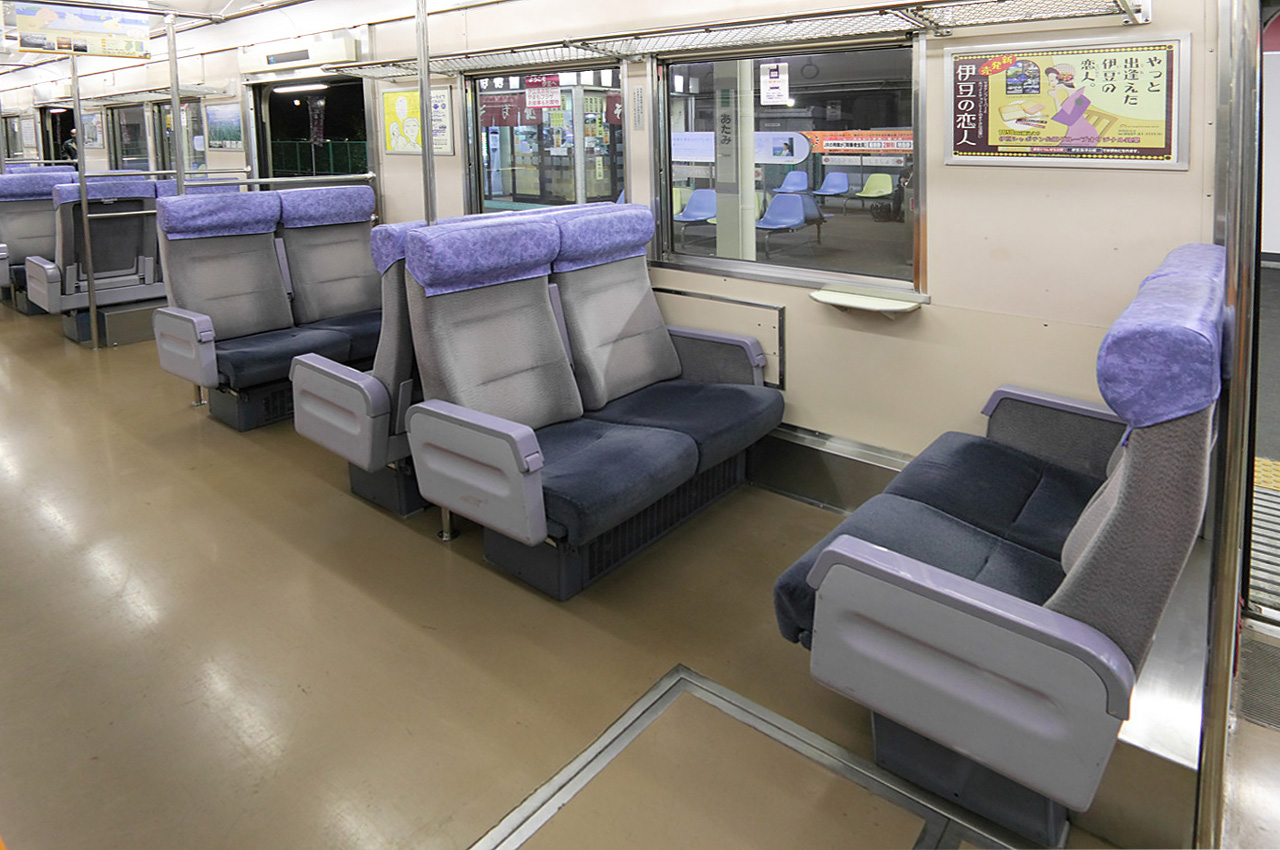
クロスシート
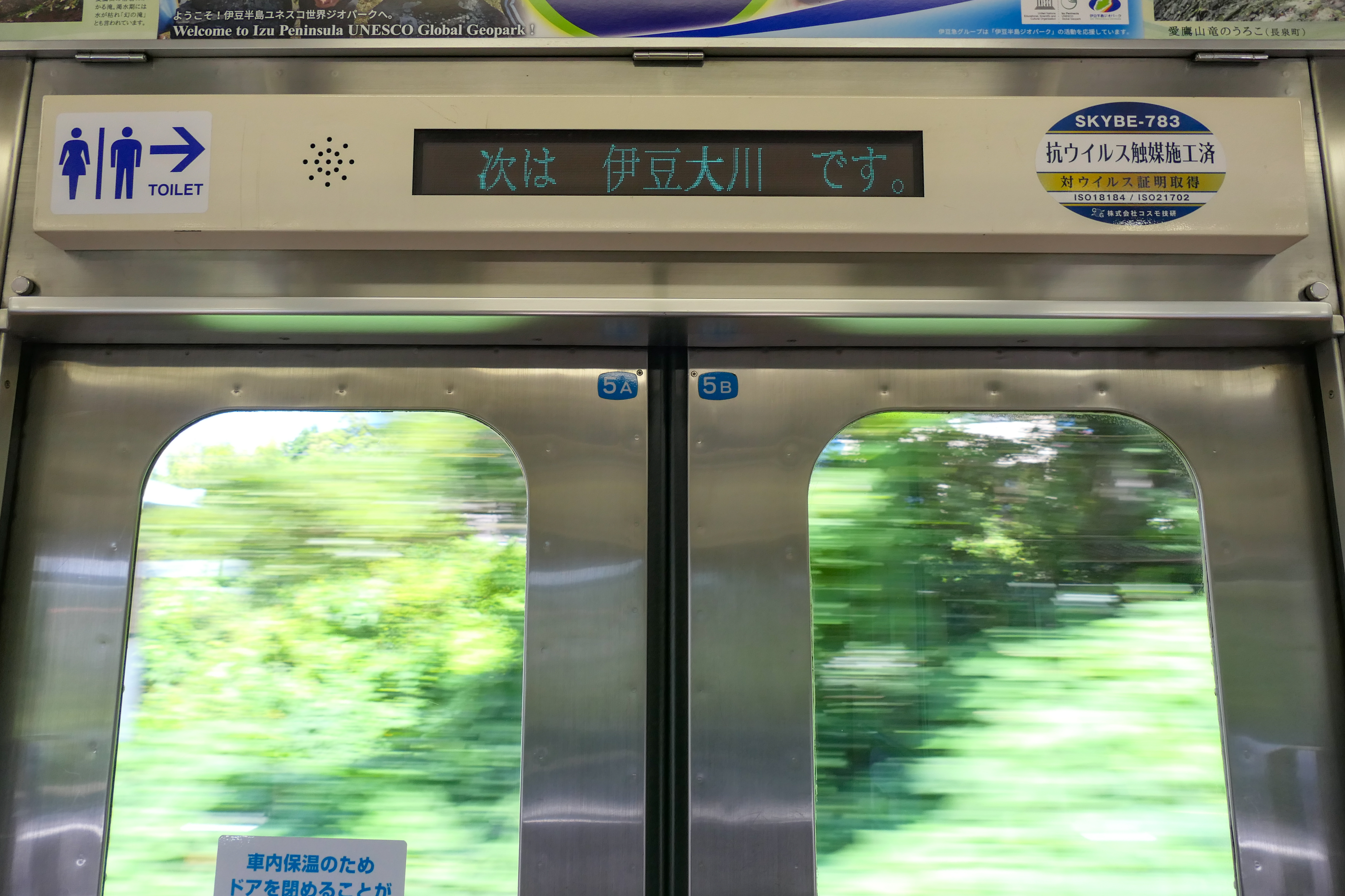
客用扉上部の蛍光表示管を用いた案内表示装置
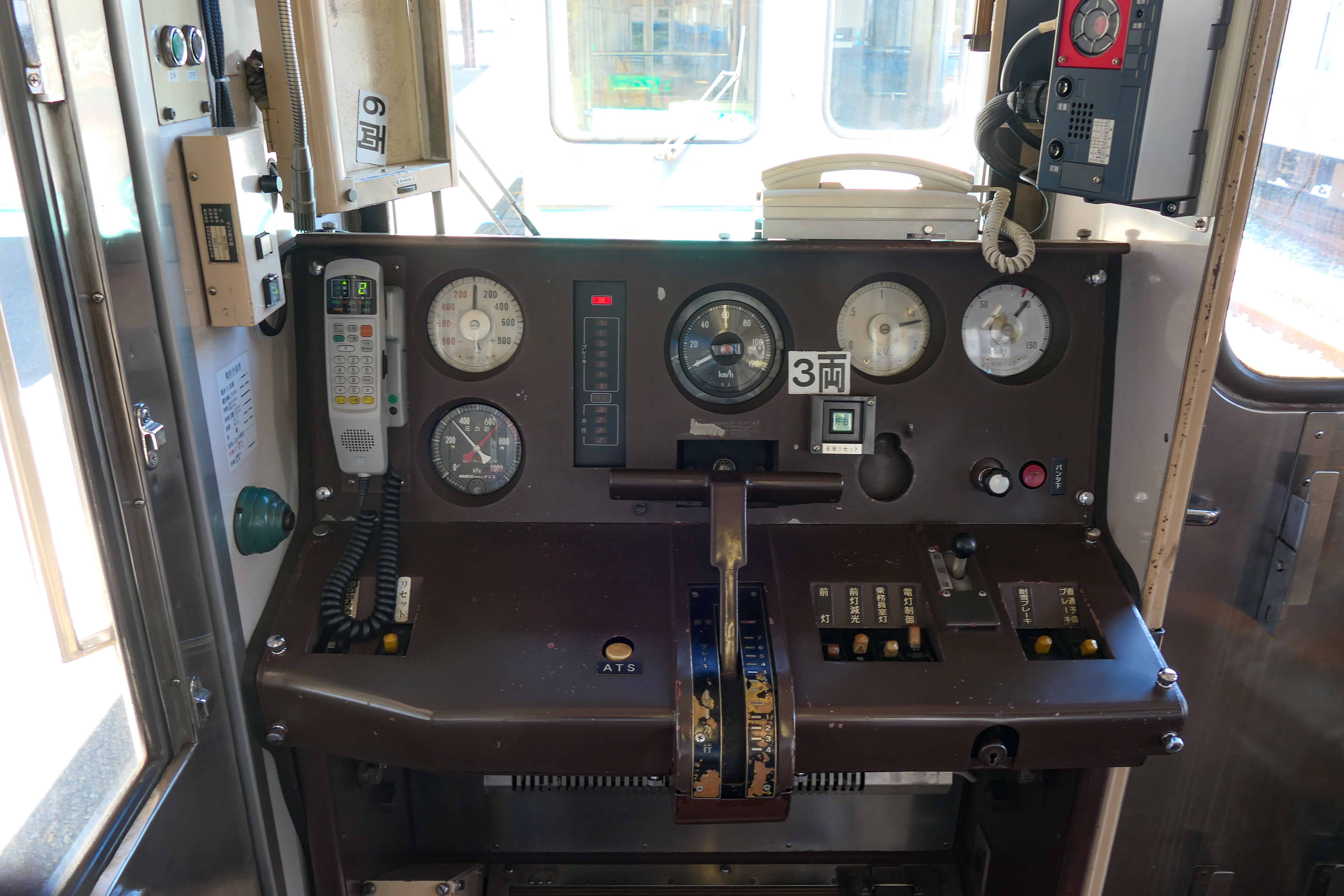
運転台

## 形式
2両編成（編成番号T11 - ）
クハ8050形（現・廃形式）
東急クハ8000形から改造された熱海・伊東向きの制御車。電動発電機（MG）や静止形インバータ（SIV）などの補機類を搭載していた。T11編成の8051のみ改造されたが、雨天・積雪時などの空転・滑走による遅延・立往生が続発して運転上の問題となったことから、2006年（平成18年）3月に同車を電装し、クモハ8150形と2両ユニットを組ませてクモハ8250形に再改造され消滅した。これ以後増備されたT12編成以降は当初からクモハ8250形に改造されている。
クモハ8250形
東急クハ8000形および伊豆急行クハ8050形から改造・再改造された熱海・伊東向きの制御電動車。モーター（主電動機）とパンタグラフが増設され、クモハ8150形とユニットを組んで使用される。
クモハ8150形
東急デハ8100形・8700形から改造された伊豆急下田向きの制御電動車。主制御器やパンタグラフといった走行機器を搭載し、クモハ8250形とユニットを組んで使用される。
4両編成（編成番号T1 - ）
クハ8000形（熱海・伊東向き）
東急クハ8000形から改造された制御車。SIVを搭載し、8011 - の車両番号が与えられている。
モハ8200形
東急デハ8100形の車体と東急デハ8200形の床下機器を組み合わせて改造された中間電動車。空気圧縮機 （CP）・SIVといった補機類とパンタグラフを搭載し、モハ8100形とユニットを組んで使用される。トイレも設置された。
モハ8100形
東急デハ8100から改造された中間電動車。主制御器やパンタグラフといった走行機器を搭載し、モハ8200形とユニットを組んで使用される。
クハ8000形（伊豆急下田向き）
東急クハ8000形から改造された制御車。CPを搭載し、8001 - の車両番号が与えられている。

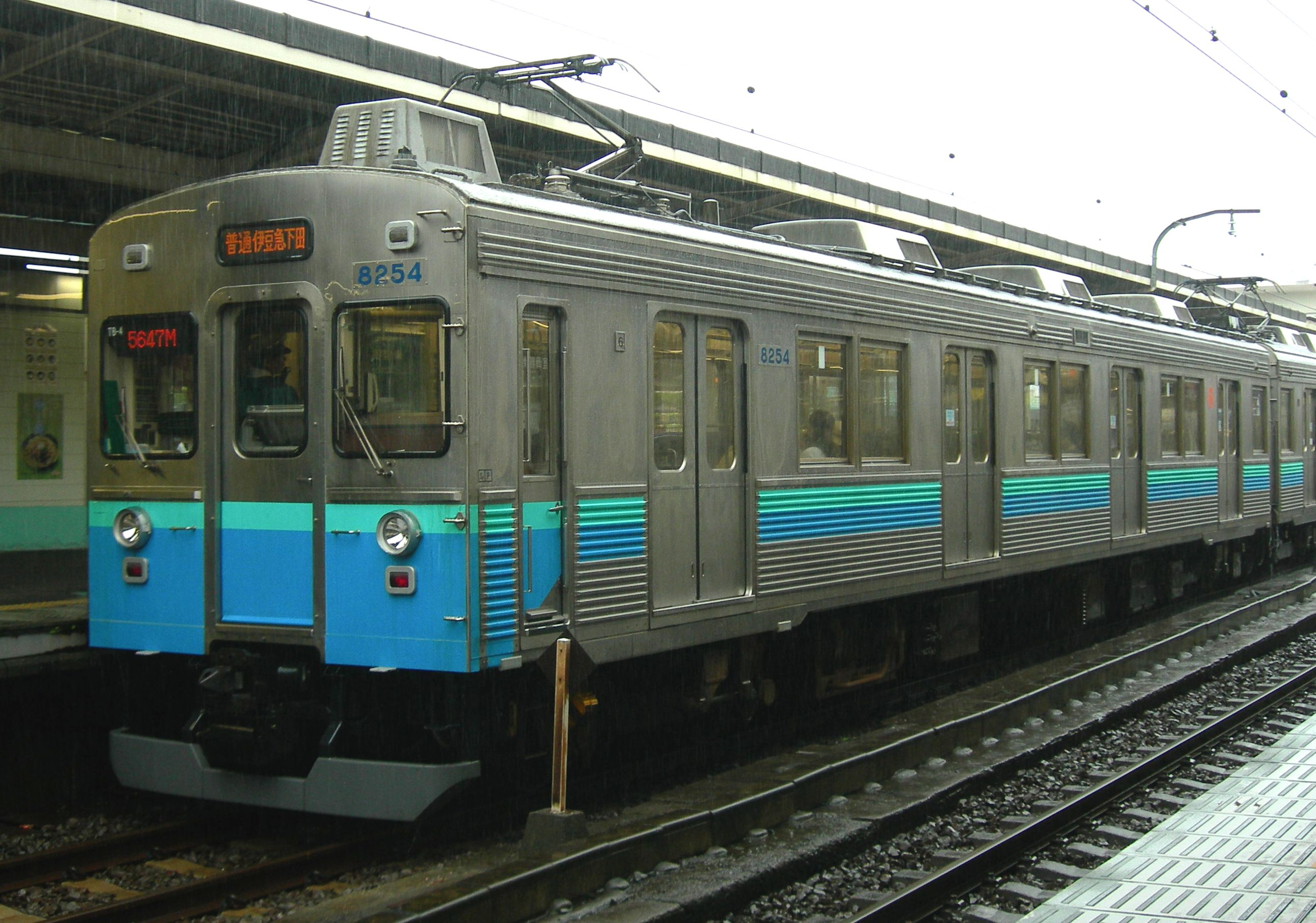
クモハ8250形
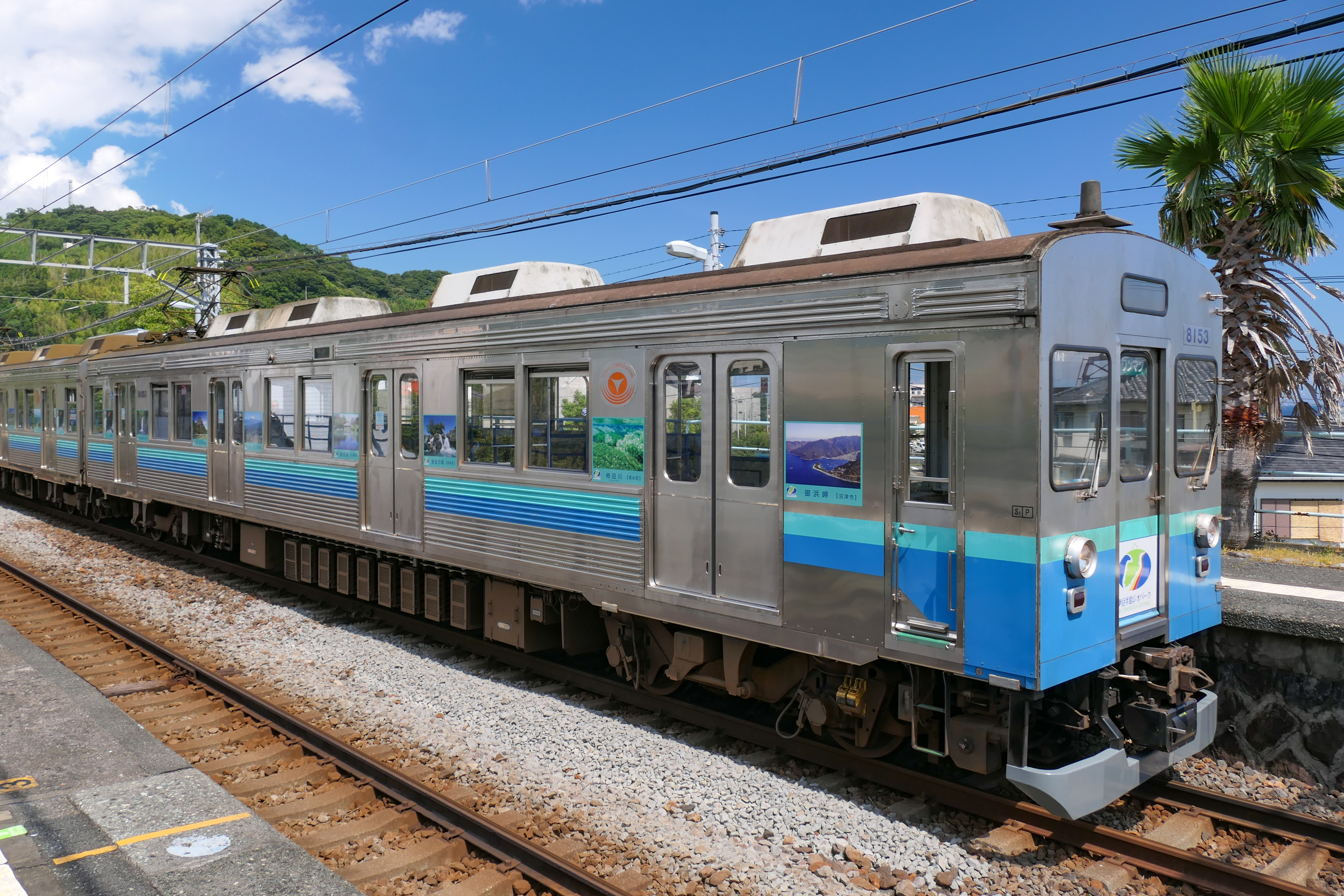
クモハ8150形
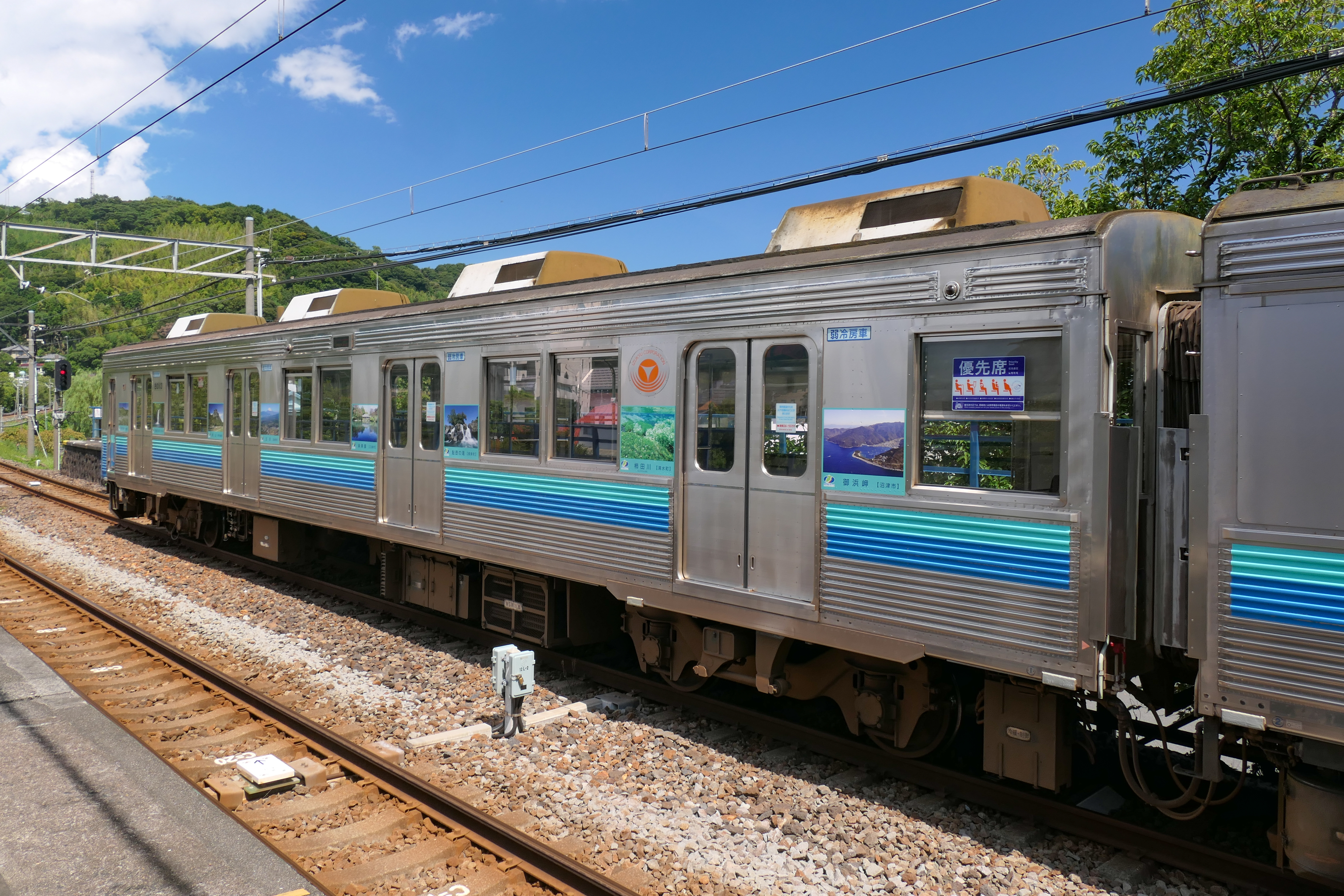
クハ8000形 熱海・伊東向き
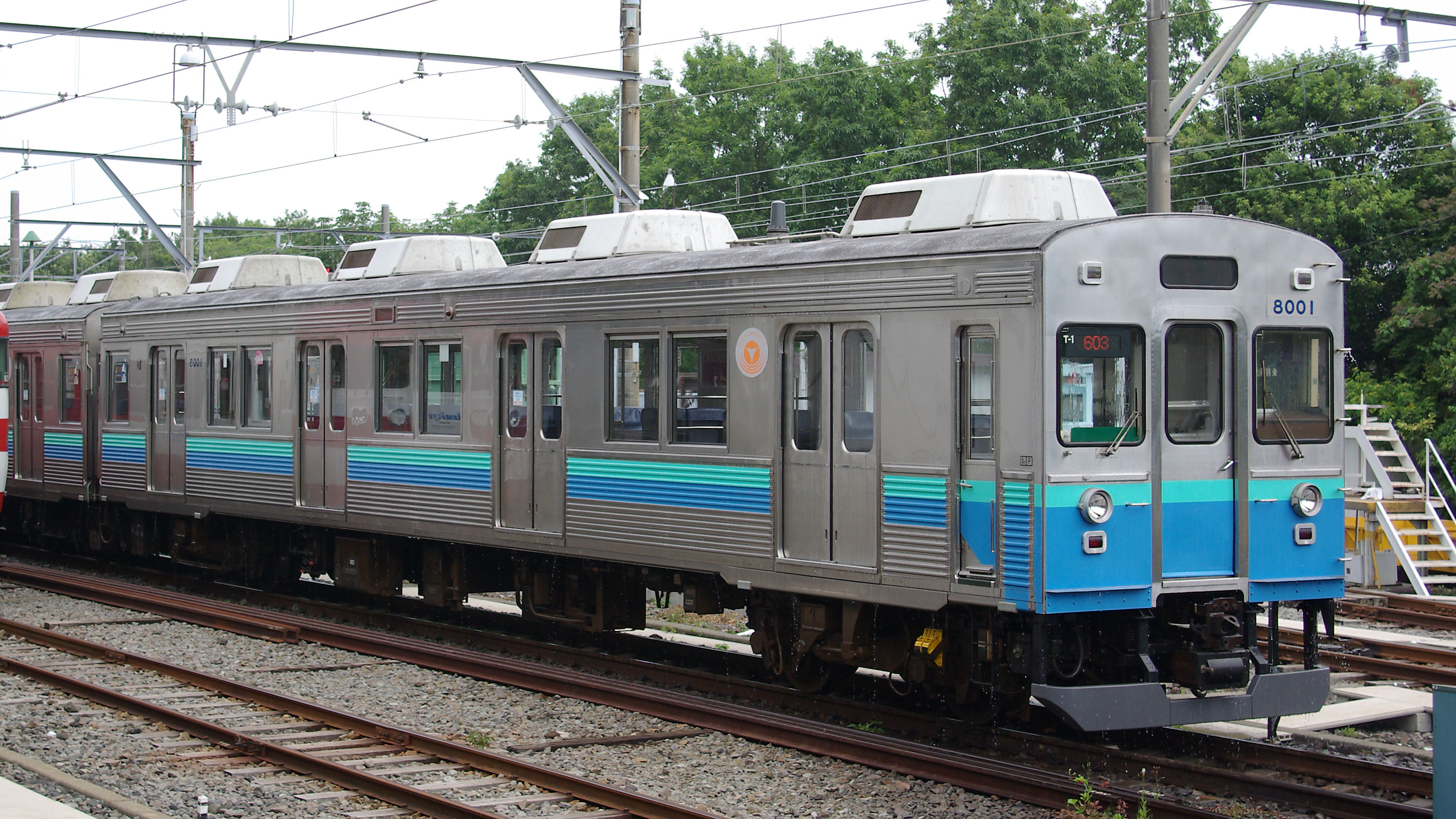
クハ8000形 伊豆急下田向き（写真はトイレ設置改造前に撮影）
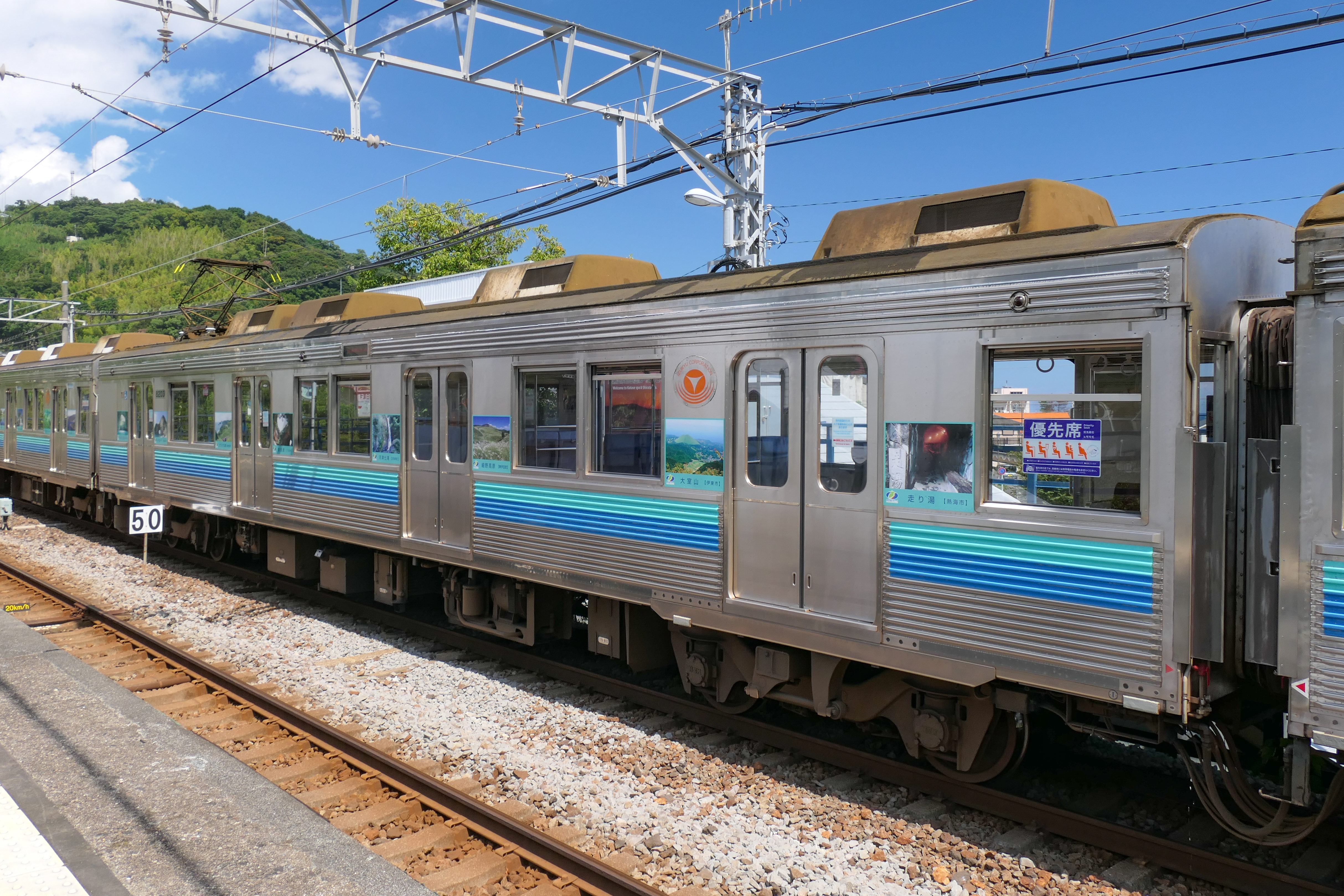
モハ8200形 トイレの新設に伴い、車端部の窓はステンレス鋼板で塞がれた。
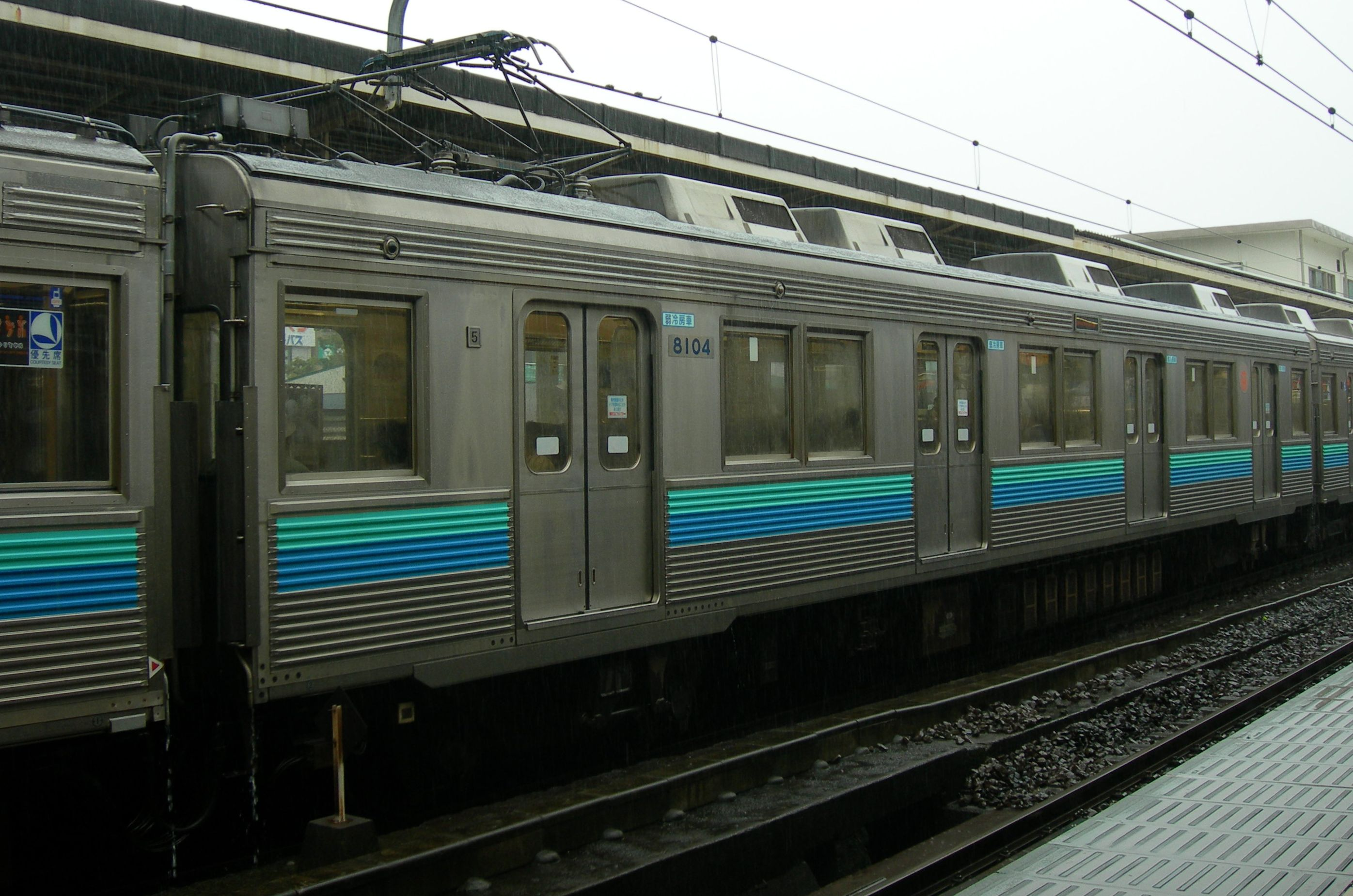
モハ8100形 写真の車両は軽量ステンレス構造。屋根肩の形状が異なる。
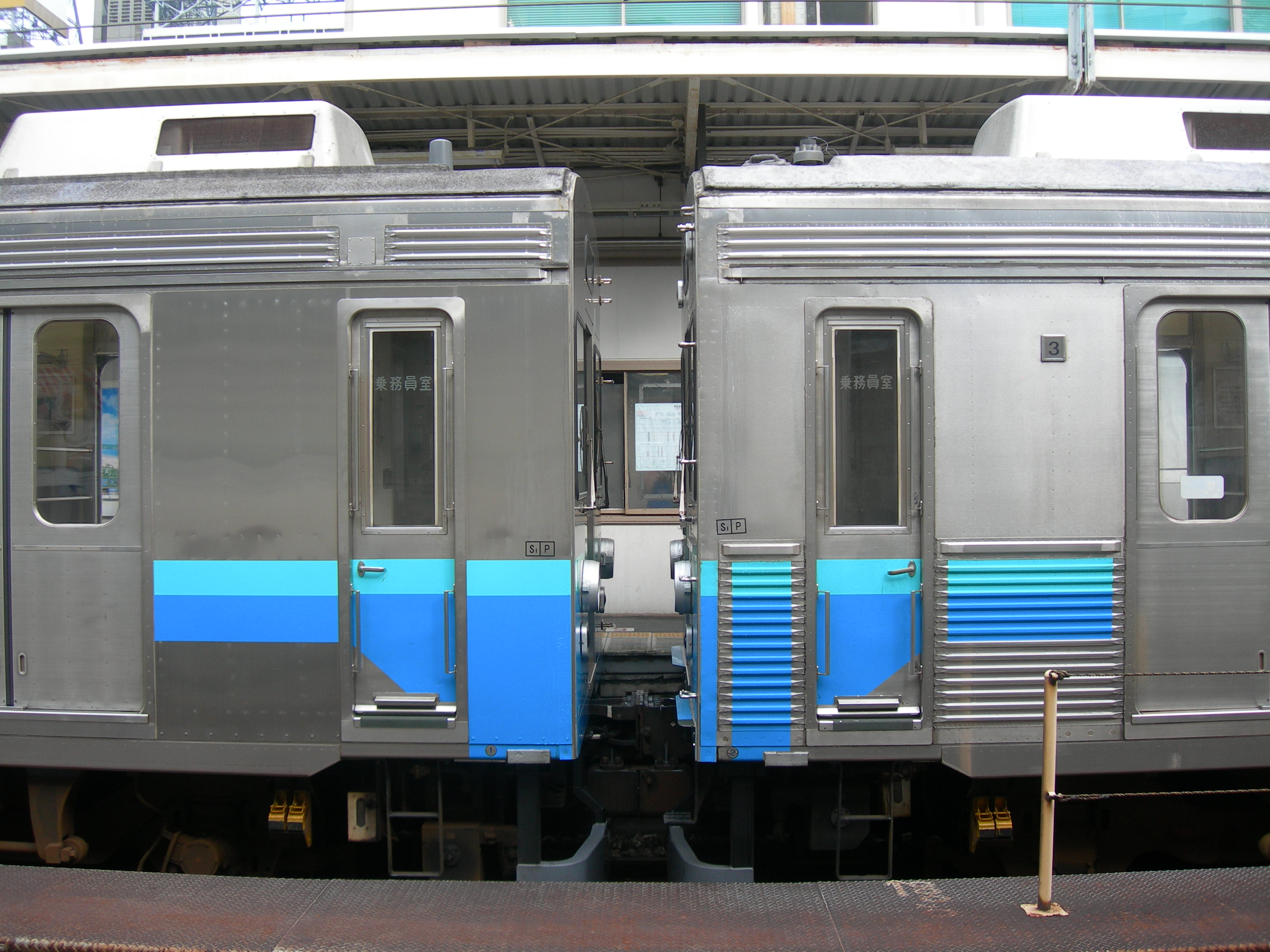
クハ8000形（右）と クモハ8150形（左） 運転台が増設された箇所はステンレス材の仕上げ方が異なる。

## 編成表

### 導入時
|                                                                       | ← 熱海・伊東伊豆急下田 → |                         |                         | |                |                                                    |
| 編成番号                                                              | 4号車                    | 3号車                   | 2号車                   | 1号車 | 導入日         | 備考                                               |
| T1                                                                    | クハ8011 （クハ8011）    | モハ8201 （デハ8112）   | モハ8101 （デハ8111）   | クハ8001 （クハ8012） | 2005年1月31日  | クハ8011は東急時代の車番をそのまま引き継いでいる。 |
| T2                                                                    | クハ8012 （クハ8029）    | モハ8202 （デハ8130）   | モハ8102 （デハ8129）   | クハ8002 （クハ8030） | 2005年1月31日  |                                                    |
| T3                                                                    | クハ8013 （クハ8043）    | モハ8203 （デハ8151）   | モハ8103 （デハ8150）   | クハ8003 （クハ8044） | 2006年3月31日  |                                                    |
| T4                                                                    | クハ8014 （クハ8037）    | モハ8204 （デハ8153）   | モハ8104 （デハ8157）   | クハ8004 （クハ8034） | 2006年3月31日  | モハ8104は軽量ステンレス車で、他車より重量が軽い。 |
| T5                                                                    | クハ8015 （クハ8023）    | モハ8205 （デハ8124）   | モハ8105 （デハ8123）   | クハ8005 （クハ8024） | 2006年12月16日 |                                                    |
| T6                                                                    | クハ8016 （クハ8013）    | モハ8206 （デハ8114）   | モハ8106 （デハ8113）   | クハ8006 （クハ8014） | 2007年         |                                                    |
| T7                                                                    | クハ8017 （クハ8015）    | モハ8207 （デハ8116）   | モハ8107 （デハ8115）   | クハ8007 （クハ8016） | 2007年         |                                                    |
| T11                                                                   |                          |                         | クモハ8251 （クハ8035） | クモハ8151 （デハ8155） | 2005年1月31日  | クモハ8251は伊豆急行クハ8051からの再改造車         |
| T12                                                                   | クモハ8252 （クハ8049）  | クモハ8152 （デハ8723） | 2006年3月31日           | 元試作改造車 クモハ8252は簡易更新車。座席仕切りがない。 クモハ8152は元東急8500系登場時の8617f（廃車済み）の2号車からの改造車 |                |                                                    |
| T13                                                                   | クモハ8253 （クハ8021）  | クモハ8153 （デハ8121） | 2006年12月16日          | |                |                                                    |
| T14                                                                   | クモハ8254 （クハ8033）  | クモハ8154 （デハ8122） | 2006年12月16日          | |                |                                                    |
| T15                                                                   | クモハ8255 （クハ8025）  | クモハ8155 （デハ8126） | 2006年12月16日          | |                |                                                    |
| T16                                                                   | クモハ8256 （クハ8031）  | クモハ8156 （デハ8132） | 2007年                  | |                |                                                    |
| 背景色が水色の車両は2012年4月27日までラッピング電車「トランバガテル」 |                          |                         |                         | |                |                                                    |

- 下段カッコ内は東急時代の車号。太字は更新工事施工車。

### 3両編成への組成変更後
|                                                                       | ← 熱海・伊東伊豆急下田 → |                       |                         |                                                                                        |        |
| 編成番号                                                              | 3号車                    | 2号車                 | 1号車                   | 種車                                                                                   | 備考   |
| TA1                                                                   | クハ8011 (クハ8011)      | モハ8201 (デハ8112)   | クモハ8157 （デハ8138） | T1編成・2008年導入                                                                     |        |
| TB1                                                                   | クモハ8257 (クハ8017)    | モハ8101 (デハ8111)   | クハ8001 (クハ8012)     | T1編成・2008年導入                                                                     |        |
| TA2                                                                   | クハ8012 (クハ8029)      | モハ8202 (デハ8130)   | クモハ8151 (デハ8155)   | T2編成・T11編成                                                                        |        |
| TB2                                                                   | クモハ8251 (クハ8035)    | モハ8102 (デハ8129)   | クハ8002 (クハ8030)     | T2編成・T11編成                                                                        |        |
| TA3                                                                   | クハ8013 (クハ8043)      | モハ8203 (デハ8151)   | クモハ8153 (デハ8121)   | T3編成・T13編成                                                                        |        |
| TB3                                                                   | クモハ8253 (クハ8021)    | モハ8103 (デハ8150)   | クハ8003 (クハ8044)     | T3編成・T13編成 2022年3月廃車                                                          |        |
| TA4                                                                   | クハ8014 (クハ8037)      | モハ8204 (デハ8153)   | クモハ8154 (デハ8122)   | T4編成・T14編成                                                                        |        |
| TB4                                                                   | クモハ8254 (クハ8033)    | モハ8104 (デハ8157)   | クハ8004 (クハ8034)     | T4編成・T14編成                                                                        | 無塗装 |
| TA5                                                                   | クハ8015 (クハ8023)      | モハ8205 (デハ8124)   | クモハ8155 (デハ8126)   | T5編成・T15編成                                                                        |        |
| TB5                                                                   | クモハ8255 (クハ8025)    | モハ8105 (デハ8123)   | クハ8005 (クハ8024)     | T5編成・T15編成                                                                        |        |
| TA6                                                                   | クハ8016 (クハ8013)      | モハ8206 (デハ8114)   | クモハ8156 （デハ8131)  | T6編成・T16編成                                                                        |        |
| TB6                                                                   | クモハ8256 (クハ8031)    | モハ8106 (デハ8113)   | クハ8006 (クハ8014)     | T6編成・T16編成                                                                        |        |
| TA7                                                                   | クハ8017 (クハ8015)      | モハ8207 (デハ8116)   | クモハ8152 (デハ8723)   | T7編成・T12編成 クモハ8152は元東急8500系、登場時の8617f（廃車済み）の2号車からの改造車 | 無塗装 |
| TB7                                                                   | クモハ8252 (クハ8049)    | モハ8107 (デハ8115)   | クハ8007 (クハ8016)     | T7編成・T12編成                                                                        | 無塗装 |
| TA8                                                                   | クハ8018 （クハ8019）    | モハ8208 （デハ8118） | クモハ8158 （デハ8136） | 2008年導入                                                                             |        |
| 背景色が水色の車両は2012年4月27日までラッピング電車「トランバガテル」 |                          |                       |                         |                                                                                        |        |

当初8000系は50両が導入される予定であり、200系の全車と2100系「リゾート21」1 - 3次車（第1 - 第3編成）の置換えを対象としていたが、その後「リゾート21」3次車（第3編成）の置換え中止に伴う導入計画と組成の見直しにより、2008年からそれまで在籍していた2・4両編成をそれぞれの編成中央でばらして3両編成に組み替え、これにより各編成にトイレを設置するため伊豆急下田寄りのクハ8000形に追加改造工事が施工された。本節では編成番号に合わせてA・B編成と区分する。
A編成（編成番号TA1 - ）
クハ8000形（熱海・伊東寄り） - 元・4両編成の4号車。熱海・伊東側に連結されていた制御車である。
モハ8200形 - 元・4両編成の3号車に連結されていた中間電動車。トイレを設置する。
クモハ8150形（伊豆急下田寄り） - 元・2両編成の1号車。伊豆急下田側に連結されていた制御電動車である。
B編成（編成番号TB1 - ）
クモハ8250形（熱海・伊東寄り） -  元・2両編成の2号車。熱海・伊東側に連結されていた制御電動車である。
モハ8100形 - 元・4両編成の2号車に連結されていた中間電動車である。
クハ8000形（伊豆急下田寄り） -  元・4両編成の1号車。伊豆急下田側に連結されていた制御車で、3両編成化に際してトイレが設置されている。

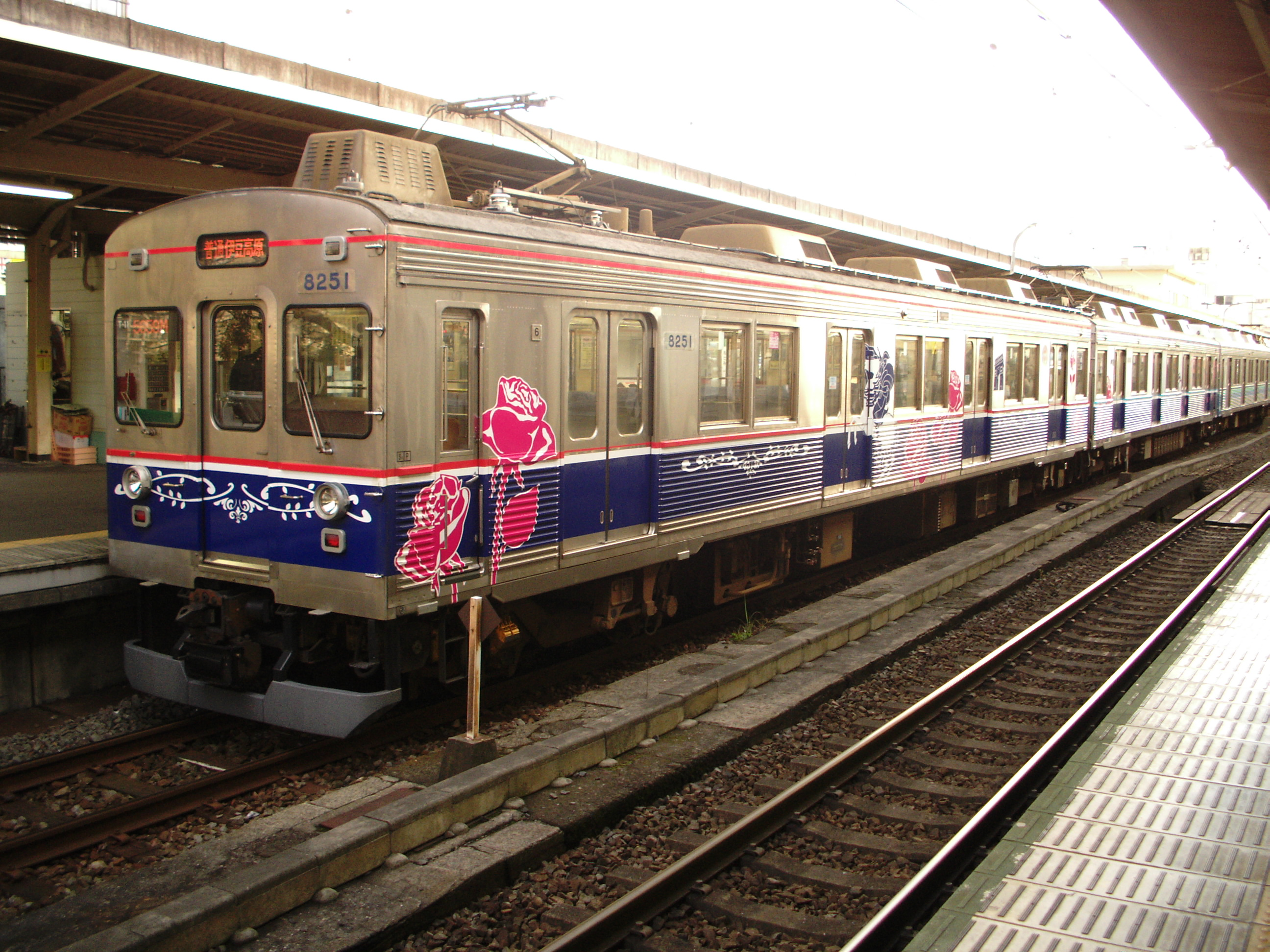
クモハ8250形「トランバガテル」車。細帯の色は赤。
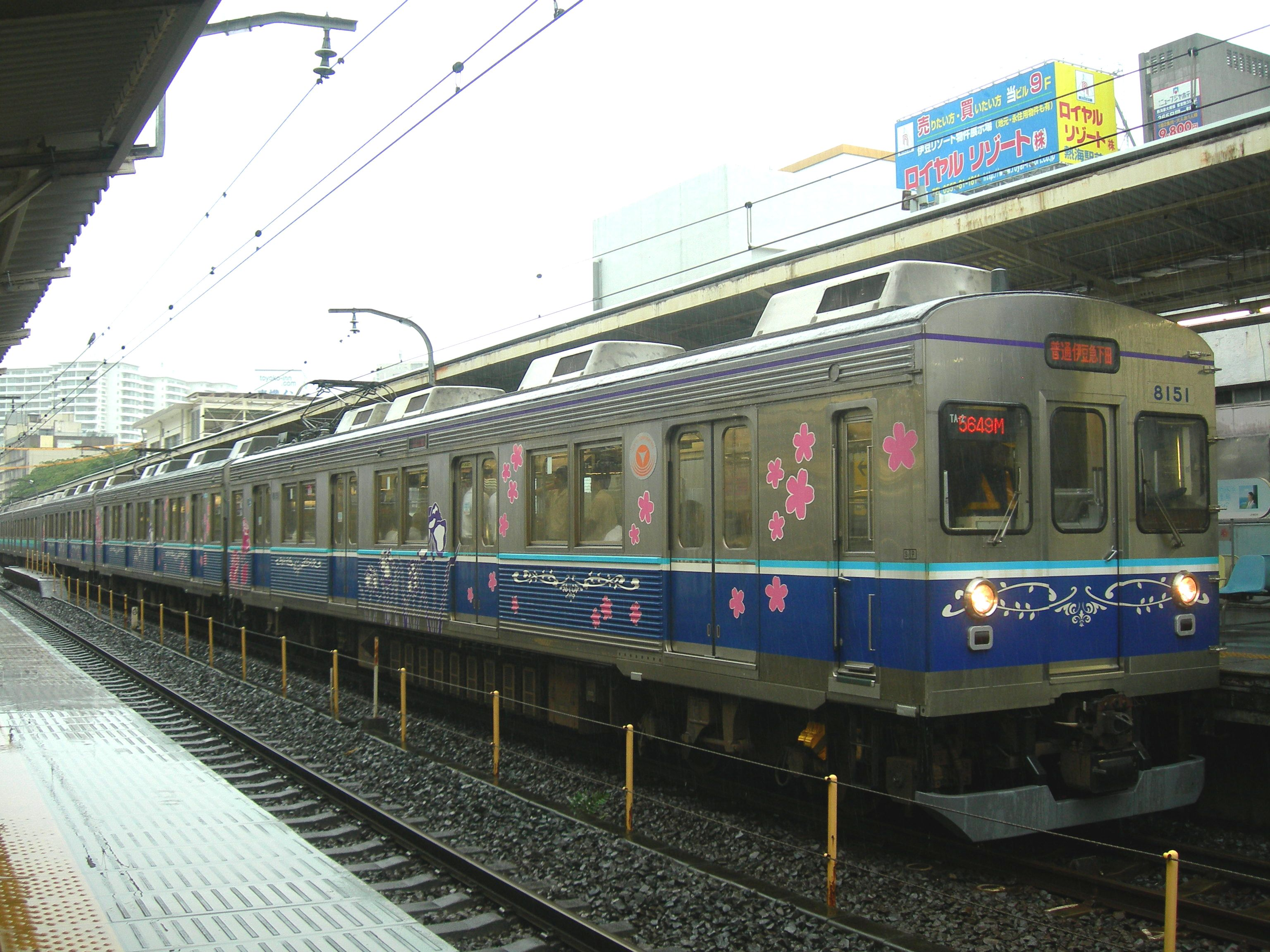
クモハ8150形「トランバガテル」車。細帯の色は紫と水色。

## 運用
熱海駅 - 伊東駅 - 伊豆急下田駅間の普通列車で運用され、伊東線に乗り入れている。また伊東線の線内折り返し運用にも使用される。
本系列は運転台に両手操作式のT字型ワンハンドルマスコンを装備していることから、営業開始前にJR東日本の乗務員を対象に伊東駅構内でハンドル訓練が実施された。なお、JRの線路上を両手操作式ワンハンドルマスコン・界磁チョッパ制御の車両が走行するのは本形式が初の事例であり、2023年現在も当形式が唯一となっている。
種車の製造から50年近くたち老朽化が進んだことから、2022年からJRから譲渡された209系を改造した3000系が導入され、本形式の2編成6両が運用を離脱した。また、今後も順次本系列の置き換えを進めていく計画があるとしている。

## その他
- 東急電鉄では伊豆急行と提携して2005年7月に東横線と横浜高速鉄道みなとみらい線で臨時急行「伊豆のなつ号」を運転した。この時使用された8000系8007Fは車体帯色を伊豆急行8000系と同一カラーに変更したが、運転終了後はインドネシア・ジャカルタ首都圏のKRLジャボタベックを運営するPT. Kereta Api社へ売却された。その後、2006年7月から再び田園都市線と相互直通先の東京地下鉄（東京メトロ）半蔵門線・東武鉄道伊勢崎線・日光線で「伊豆のなつ」号が運行されたが、こちらは東急8500系8614Fを伊豆急行8000系と同一の帯色に変更したものである。ただし8500系の前面形状は8000系と異なるため、前面帯の処理は異なる。
- 2012年4月27日までTA-2・TB-2編成は沿線にあるバラ園「河津バガテル公園」のPRを行うラッピング電車「トランバガテル」であったが、契約期間が終了したため4月28日からラッピングを解除し、東急8000系時代初期の状態を再現して運行を開始した[2]。また7月14日に「東急線時代のなつかしの8000系！乗車会と撮影会」に合わせ、1日限定でTA-2・TB-2編成を東急8000系時代に再現した[3]。その後、両編成とも2012年末までに通常塗装に戻されたが、TB-2編成のスカートについては黒のまま残された。
- 2019年11月から、TA-7編成が無塗装編成となり出場、運用を開始した。2020年2月には前述のTA-2編成と同様に赤帯をつけた状態での乗車・撮影会も実施され[4]、同年11月には前面のみ更新車塗装（歌舞伎塗装）を再現した同様のツアーが開催された[5]。

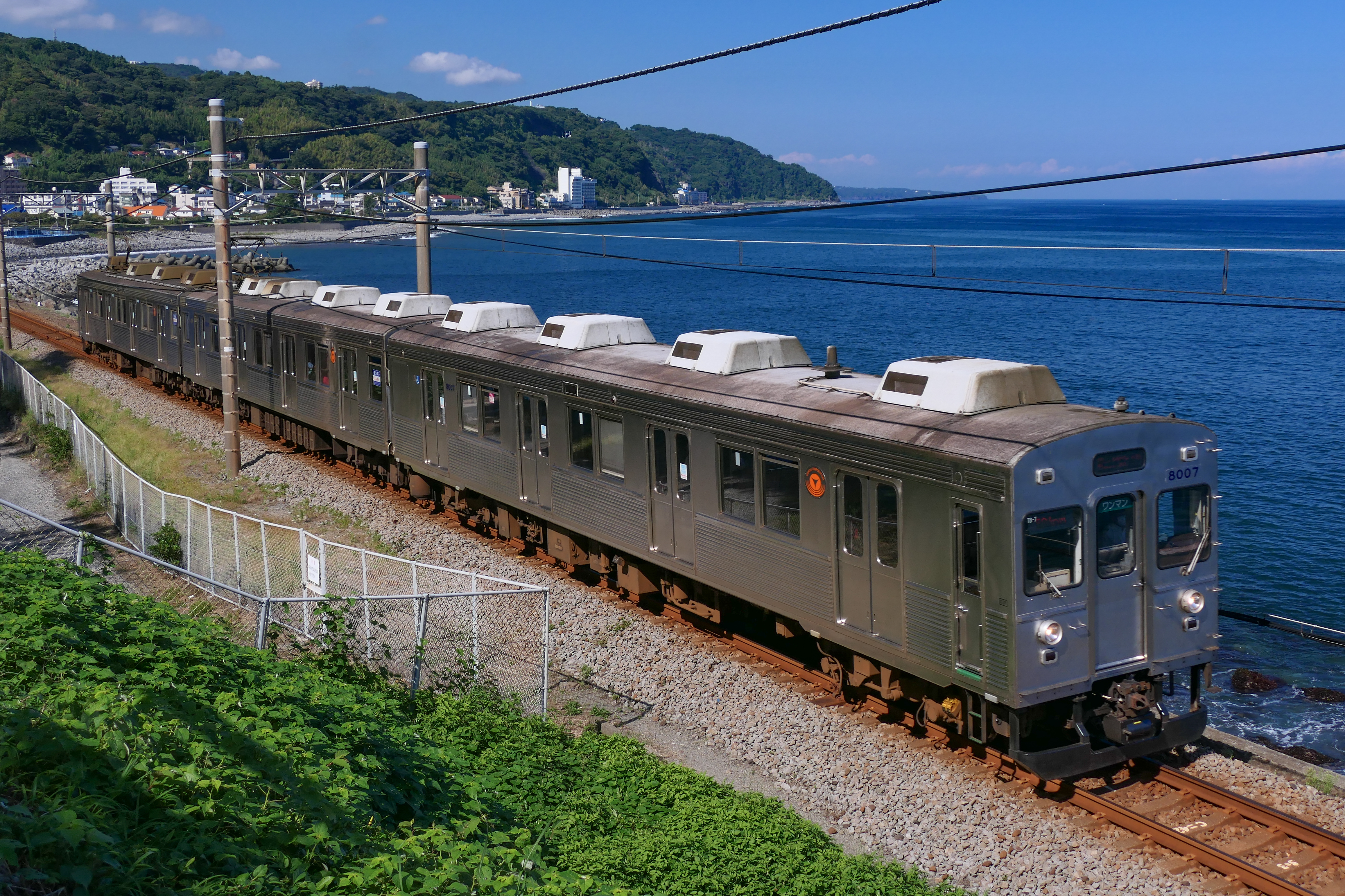
東急電鉄時代を再現した8000系。無塗装のほか更新車塗装のラッピングも実施された。
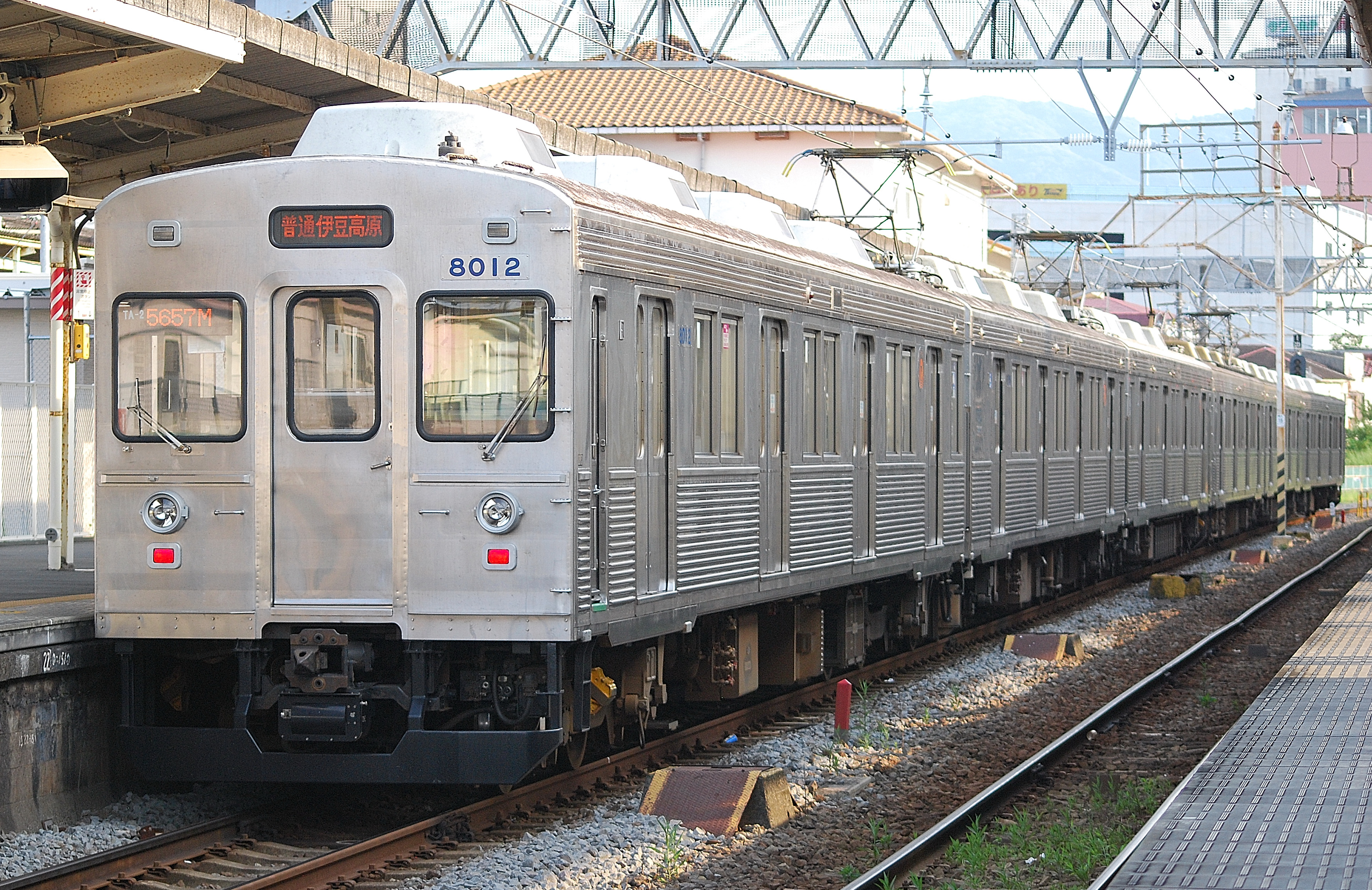
無塗装の8000系